# 东莞角蟾
东莞角蟾（学名：Boulenophrys dongguanensis），一种分布于中华人民共和国广东省东莞市谢岗镇银瓶山发现的两栖动物，等地区的两栖动物，隶属于角蟾科布角蟾属。其种加词“dongguanensis”意为“东莞的”。

## 形态特征
东莞角蟾体型小至中等，雄蟾体长30.2～39.3毫米。身体背面皮肤粗糙，呈黄褐色，躯干背面有痣粒形成不连续的x形脊，两侧有两个不连续的背外侧脊，眶间具深色三角形斑；腹面皮肤光滑，为深褐色，喉部有一条黑色纵带。

## 保护
本种于2023年被收录入《有重要生态、科学、社会价值的陆生野生动物名录》。